# Wereldbeker schaatsen 2008/2009 - Wereldbeker 5 - 2e 500 meter mannen
De achtste van 13 wedstrijden voor de wereldbeker schaatsen 500 meter werd gehouden op 14 december 2008 in Nagano.

## Uitslag A-divisie
| rang   | schaatser           | tijd    | punten |
| ------ | ------------------- | ------- | ------ |
| Goud   | Lee Kyou-hyuk       | 34,92   | 100    |
| Zilver | Yu Fengtong         | 34,95   | 80     |
| Brons  | Joji Kato           | 34,96   | 70     |
| 4      | Keiichiro Nagashima | 35,00   | 60     |
| 5      | Lee Kang-seok       | 35,24   | 50     |
| 6      | Mika Poutala        | 35,36   | 45     |
| 7      | Dmitri Lobkov       | 35,42   | 40     |
| 8      | Tadashi Obara       | 35,49   | 36     |
| 9      | Yuya Oikawa         | 35,52   | 32     |
| 10     | Mo Tae-Bum          | 35,57   | 28     |
| 11     | Tucker Fredricks    | 35,673  | 24     |
| 12     | Jamie Gregg         | 35,679  | 21     |
| 13     | Lee Ki-Ho           | 35,70   | 18     |
| 14     | Zhang Zhongqi       | 35,72   | 16     |
| 15     | Jan Smeekens        | 35,85   | 14     |
| 16     | Shani Davis         | 35,91   | 12     |
| 17     | Muncef Ouardi       | 36,24   | 10     |
| 18     | Fangyi Liu          | 36,33   | 8      |
| 19     | Pasi Koskela        | 36,82   | 6      |
| 20     | Pekka Koskela       | 1.07,41 | 5      |

## Loting
| rit | binnenbaan          | buitenbaan       |
| --- | ------------------- | ---------------- |
| 1   | Dmitri Lobkov       | Pasi Koskela     |
| 2   | Yuya Oikawa         | Lee Ki-Ho        |
| 3   | Fangyi Liu          | Tucker Fredricks |
| 4   | Muncef Ouardi       | Jamie Gregg      |
| 5   | Jan Smeekens        | Mo Tae-Bum       |
| 6   | Shani Davis         | Zhang Zhongqi    |
| 7   | Tadashi Obara       | Mika Poutala     |
| 8   | Lee Kang-seok       | Lee Kyou-hyuk    |
| 9   | Joji Kato           | Pekka Koskela    |
| 10  | Keiichiro Nagashima | Yu Fengtong      |

## Top 10 B-divisie
| rang | schaatser                | tijd   | punten |
| ---- | ------------------------ | ------ | ------ |
| 1    | Yaolin Zhang             | 35,87  | 25     |
| 2    | Brent Aussprung          | 35,94  | 19     |
| 3    | Nico Ihle                | 36,09  | 15     |
| 4    | Chris Needham            | 36,131 | 11     |
| 5    | Frank Steiner            | 36,138 | 8      |
| 6    | Mun Joon                 | 36,14  | 6      |
| 7    | Denny Morrison           | 36,15  | 4      |
| 8    | Kyle Parrott             | 36,22  | 2      |
| 9    | François Olivier Roberge | 36,23  | 1      |
| 10   | Mike Blumel              | 36,454 | 0      |